# Sint-Rosaliakapel

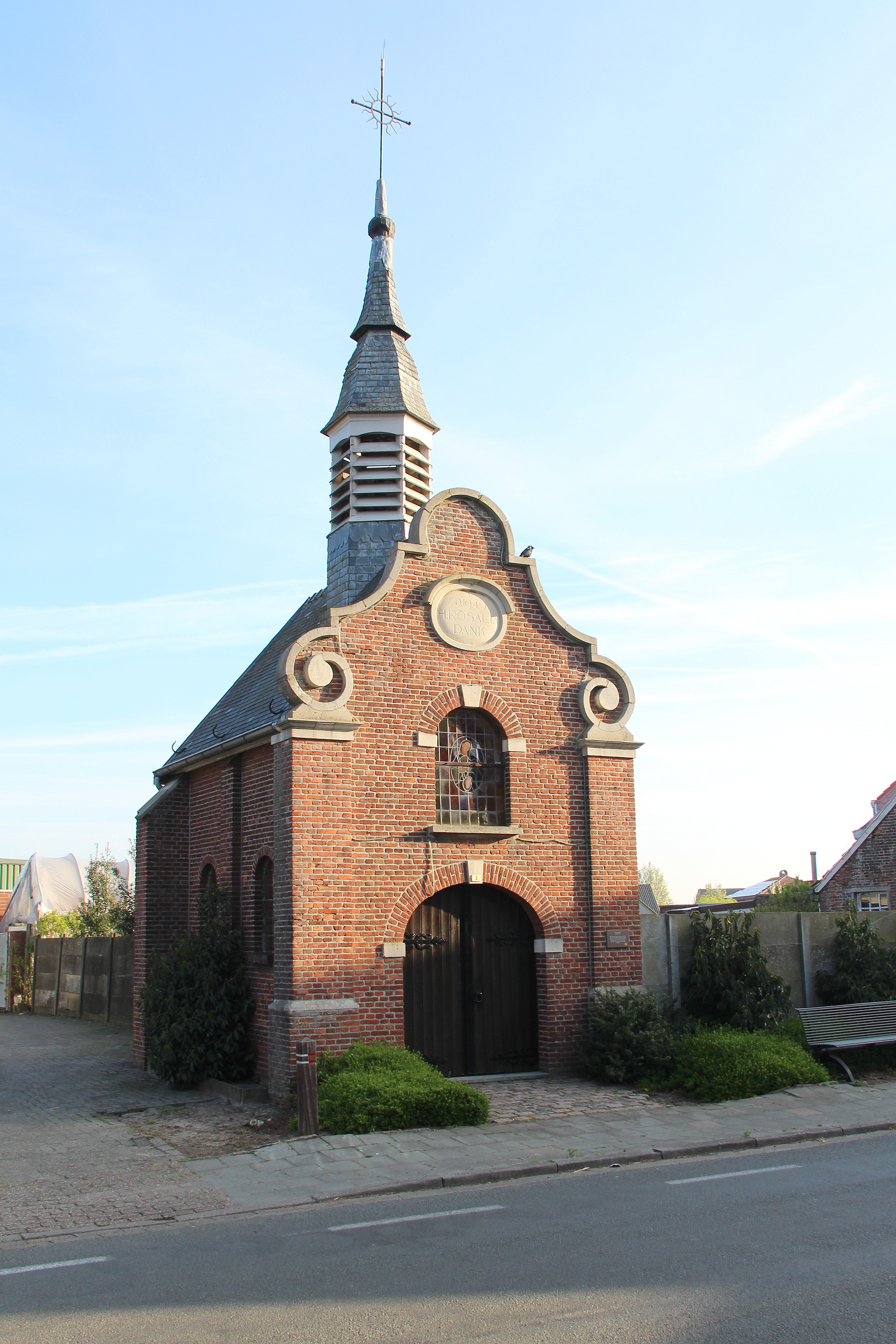
Sint-Rosaliakapel

De Sint-Rosaliakapel is een kapel in de tot de Antwerpse gemeente Hoogstraten behorende plaats Meer, gelegen aan de Meerleseweg 3.
De kapel is gewijd aan Rosalia van Palermo, die wordt aangeroepen tegen de pest en in de 17e eeuw, naar verluidt, Meer van de pest vrijwaarde.
De huidige kapel werd gebouwd in 1945 uit dankbaarheid dat de plaats niet zwaar getroffen werd door de Tweede Wereldoorlog.
Het rechthoekig bakstenen gebouwtje heeft een zadeldak waarop zich een dakruiter bevindt. De voorgevel is uitgevoerd in neobarokke stijl en heeft een klokgevel.